# Thibaud l'Ancien
Pour les articles homonymes, voir Thibaut de Blois et Blois (homonymie).
Thibaud de Tours, plus connu comme Thibaud l'Ancien ou le Vieux (en latin, Theobald ou encore Tetbald ; né avant 890 – † entre 940 et 943), fut un vicomte fidèle des Robertiens au début du Xe siècle.

## Biographie
Il est cité d'abord comme vicomte de Tours au plus tard le 30 juin 908,,. Cet acte pour Saint-Martin de Tours et d’autres qui vont suivre montre que Thibaud, possède, par délégation du marquis de Neustrie, Robert Ier, une autorité vicomtale en Touraine. Il succèderait à Tours à Foulques Ier d'Anjou vers 907 quand ce dernier est un temps comte de Nantes pour assurer la sécurité de la marche de Bretagne à la suite du décès du roi Alain Ier, survenu en 906. Le marquis Robert n'aurait pas souhaité une trop grande concentration de pouvoir dans les mains de l’Ingelgerien.
Par un acte du 30 octobre 909, nous le voyons également intercesseur pour l'abbaye Saint-Martin de Tours. Il serait aussi le protecteur de l'abbaye de Marmoutier, l'autre établissement martinien en Touraine, que lui et sa famille aideront tout au long du siècle. Enfin Thibaud l'Ancien devient probablement le protecteur des moines de Saint-Florent sur la Loire (Sologne, Saumurois, Anjou).
Il aurait ensuite été investi vicomte de Blois, après la mort du vicomte Garnegaud, à un moment indéterminé entre 906 et 923. Il reste politiquement proche des Robertiens désormais représentés par le marquis Hugues le Grand mais aussi le roi Raoul, à qui il demanda en 924 le transfert des moines établis au sein du château primitif de Blois pour qu'il puisse s'y installer, donnant lieu à la fondation du monastère de Saint-Laumer,.
Dans la première moitié des années 920, le pouvoir robertien pénètre en Aquitaine à Saint-Aignan, Vierzon, les Aix-d’Angillon, la Chapelle, et Vesvre. Dans ce contexte, le roi Raoul et Hugues le Grand s'appuient sur Thibaud l'Ancien comme le montre un acte du Cartulaire de Vierzon.
Globalement, l’assise du pouvoir du vicomte Thibaud l’Ancien s’apparente à celle d’une marche militaire qui contrôle deux grands axes fluviaux, la Loire et le Cher en amont de l'Anjou, avec la Touraine, le Blésois et le nord du Berry. Souvent utilisé depuis le règne de Charlemagne, ce dispositif aurait donc eu pour but de prémunir ces régions contre des remontées des raids normands sur la Loire depuis Nantes ; la dernière ayant eu lieu en 935.
Enfin, ce serait sous Thibaud l'Ancien que la lignée serait implantée au nord de Sens, avec Provins, Morvois mais aussi le pagus de Melun. Suivant l'hypothèse où son épouse Richilde serait issue des Bosonides Garnériens, la première influence de leurs descendants thibaldiens au nord de Sens proviendrait de la destitution par Raoul d'une partie des honneurs de son frère Richard de Troyes vers 932, confiés par le truchement de Richilde à un fidèle.

## Mariage et descendance
Si son fils aîné est né vers 910, il se serait marié à l'époque de son accession à la vicomté de Tours. Son épouse, dont les origines ne sont pas bien connues, se nomme Richilde (née vers 890 – morte après le décès de son époux au début des années 940). Le couple a donné naissance à :
- Thibaud Ier le Tricheur (né vers 910 – † 977) qui succèdera à son père en 940 à Blois et à Tours[18] ;
- Richard († 969) qui sera archevêque de Bourges ;
- Suivant une hypothèse classique basée sur la Chronique de Nantes, une fille[Note 2], qui fut la mère de Drogon de Bretagne après un premier mariage avec le duc Alain II de Bretagne. Veuve en 952, elle épousa en secondes noces le comte Foulques II d'Anjou, qui meurt à son tour en 958.

En tant que père du comte Thibaud le Tricheur, fondateur de la dynastie des Thibaldiens, Thibaud l'Ancien est l'ancêtre commun de l'ensemble des membres de la maison de Blois. Plusieurs de ses descendants directs ont ainsi régné, entre autres, sur la cité blésoise jusqu'au XIVe siècle, sur la Champagne dès 1037, sur l'Angleterre, ainsi que sur la Navarre à partir de 1234, et d'autres se sont liées à différentes familles royales dont, en France, les Capétiens et les Bourbons.

## Historiographie de ses origines potentielles

### Confusion entre Thibaud l'Ancien et Thibaud le Tricheur
Outre la pénurie de sources, l'étude sur les origines des Thibaldiens a été pénalisée jusqu'au début du XXe siècle par une confusion entre les personnages de Thibaud l’Ancien et de son fils, le Tricheur. Auparavant n'était cité qu'un seul Thibaud, né vers 860 et mort vers 970. Ce Thibaud aurait été comte de Blois dès 924, et aurait gagné son double surnom du Vieux Tricheur entre 956 et 960 en conquérant les comtés de Tours, de Chartres et de Châteaudun au détriment du jeune Hugues Capet,.
Pour appuyer cette thèse, l'historien Louis de La Saussaye mentionne une charte signée en 924 par le roi Raoul par laquelle il concède l'église Saint-Lubin, alors en contrebas du château, aux moines de Saint-Laumer, signalant de fait que le Vieux Tricheur aurait été alors comte de Blois (et non vicomte), alors que le texte qu'il rapporte le cite comme comte du palais. De plus, les chartes postérieures à la mort de Raoul (936), ne le citent que comme vicomte du Blésois jusqu'en 940.
L'argument d'un unique Thibaud, dépassant les cent ans au Xe siècle, principalement porté par Ferdinand Lot, a également été critiqué depuis, notamment par Joseph Depoin. En revanche, Thibaud le Vieux et son fils ont bien porté le même nom.

### Thibaud et l'achat de Chartres à Hasting
La seconde grande difficulté provient des récits de Guillaume de Jumièges (XIe siècle) et d'Aubry de Trois-Fontaines (XIIIe siècle). Selon ces chroniqueurs, Thibaud aurait acquis Chartres dès 904 en rachetant le comté au chef viking Hasting. Néanmoins, la rencontre entre Thibaud et le normand paraît aujourd'hui « invraisemblable » depuis les travaux du XIXe siècle de René Merlet et de Jules Lair.
Cette rencontre est anachronique et inconcevable du rang social de Thibaud : à ce moment-là, le seul Thibaud connu n'était nommé que "vicomte" (de Tours) dans les actes. Quant au personnage historique, le viking Hasting, il était décédé depuis longtemps (sa dernière mention datant de 893) et n'a jamais possédé le comté de Chartres. Cette légende proviendrait d'une confusion avec une transaction entre Thibaud le Tricheur et l'évêque de Chartres Haganon qui aurait eu lieu vers 940.

### La légende d'Ingon et de Gerlon
Le moine Richer de Reims rapporte qu'un officier des écuries nommé Ingon, s'était fait remarquer par le roi Eudes en 892 lors d'une bataille contre des Normands, près de Montpensier. Plus précisément, il aurait été le porte-étendard du roi et aurait tué Ketil (ou Catillus). En récompense, le roi lui aurait alors offert la forteresse de Blois, dont le gardien aurait été tué par des pirates. Ingon aurait alors épousé la veuve de l'ancien châtelain (pratique courante à l'époque), mais serait mort l'année suivante, laissant un fils, Gerlon. Puis dans sa chronique, un moine de Saint-Bertin présentera ce dénommé Gerlon, à son tour seigneur de Blois, et comme étant le père de Thibaud.
Les incohérences avec une telle ascendance normande ont cependant été discutées dès le XVIIe siècle, notamment par le moine Noël Mars qui insiste fièrement sur les origines franques du vicomte.
Il a par ailleurs été montré que les figures de Gerlon et Ingon pouvaient renvoyer à d'autres personnages historiques ou qu'elles relevaient simplement de la légende locale,,,. Une étude plus récente propose que le récit d'Ingon pourrait une déformation de celle du personnage historique de Hugues de Bourges ; ce Hugues (Hugo ou Ingon) se rattachant aux Hugonides orientaux, possiblement à l'instar de Thibaud l'Ancien.

### Le texte manuscrit perdu de l’Église de Bourges
Des historiens du XVIIIe siècle et du XIXe siècle s'appuyant sur un texte manuscrit perdu de l’Église de Bourges pensent que les divers honneurs acquis sur la Loire par le premier Thibaud, l'aurait été grâce à la dot de sa femme, prénommée Richilde, et qui serait la fille de Robert le Fort, ce qui aurait légitimité la promotion du fils de Thibaud le Tricheur, en tant que comte de Blois,,.
Néanmoins, les liens familiaux directs entre Thibaud l'Ancien et Robert le Fort furent réfutés depuis les travaux d'Henri d'Arbois de Jubainville,.
D'après ce même texte perdu, Thibaud serait un fils du comte Richard de Troyes, un Bosonide Garnérien, mais aucune autre source primaire ne vient confirmer cette relation. De plus ni la chronologie, ni la géographie ne conforte cette thèse. En revanche, son épouse Richilde pourrait être issue de cette famille, en étant possiblement la sœur de Richard de Troyes.

### Thèses contemporaines
Pour Karl Ferdinand Werner, dans un passage non détaillé, Thibaud, arrivé sur les bords de la Loire inférieure au début du Xe siècle, serait de haute extraction franco-bourguignonne, apparentée au bosonide Hugues d'Arles, devenu roi d'Italie, et au père de celui-ci Thibaud d'Arles.
Une autre thèse rapproche Thibaud l'Ancien d'une famille présente à la frontière de la Lotharingie et de la Bourgogne autour de l'Ornois méridional : avec un comte Thietmar (…865-870…), puis son héritier Thietbald (Thibaud), un des comtes qui s'opposent en 883 à Hugues, un bâtard de Lothaire II. Cette lignée se serait unie aux Hugonides orientaux, présents dans les régions proches du Bolenois et du Perthois mais aussi à Bourges. La mainmise du duc Richard et de son bras droit Manassès sur la Bourgogne du nord affaiblit cette lignée –l'évêque de Langres Thibaud II sera aveuglé en 893– et la poussera à rechercher la protection de Robert. En 900 le marquis de Neustrie avait quitté la cour de Charles le Simple pour Tours à cause de l’insolence de Manassès.